# Географија Румуније
Велики део границе Румуније са Србијом и Бугарском чини река Дунав. У Дунав се такође улива и Прут који чини границу са Молдавијом.
Карпати доминирају западним деловима Румуније, са врховима који досежу и до 2.500 метара, са највишим врхом Молдовеану (Moldoveanu) висине 2.544 метра.
Највећи градови су главни град Букурешт (București), затим Брашов (Braşov), Темишвар (Timişoara), Клуж-Напока (Cluj-Napoca), Констанца (Constanţa), Крајова (Craiova) и Јаш (Iaşi).

## Физичко-географске одлике

### Геолошки састав
Према географско-геолошким критеријумима могу се издвојити две области:
1. Карпати
2. басен Дакије

Карпати на територији Румуније почињу на обали Дунавске клисуре, испуњавају планински Банат, скрећу ка североистоку обухватајући Влашку, а потом ка северу дајући Молдавији западни оквир. Истичу се Банатске горе, које прелазе и на територију североисточне Србије. До Дунава се смењује неколико појасева прастарих, палеозојских и мезозојских терена. Најшири појасеви су они од кристаластих шкриљаца који се све више шире и уједињују пењући се уз Карпате. Завршавају се код изворног предела Думбавице, која протиче кроз Букурешт. У најстаријем терену постоје старија и млађа група кристаластих шкриљаца, а такође и група еруптивних стена у многобројним громадама. 
Појаси од палеозојских терена су ужи. Међу њима су одређени слојеви угља и морског кречњака створени у карбонској периоди. У грађи ових терена има и пешчара пермске старости. 
Мезозојски терени почињу са два раздвојена појаса: источним спрам Доњег Милановца и западним спрам Голупца. Оба се пружају паралелно на север непрекидно до горњег тока Тамиша. Између њих леже раздробљене поворке од истог терена. Творевина тријасне старости има мало. Јурске творевине су врло добро развијене и рашчлањене. Слојеви доње јуре у банатском делу Румуније богати су каменим угљем. Врло су јасно одређени и сви слојеви доње креде. Сви мезозојски слојеви, сем капротинских кречњака, створени су у дубоком мору и сви су они, мање-више, ограничени на област Банатских гора. 
По молдавско-ердељским Карпатима протеже се дугачак појас карпатског пешчара, који представља флишну творевину, која се може према времену настанка поделити на кредну и палеогену. Током палеогена створени су и бројни слојеви са нумулитима. Старији терцијер значајан је због богатих рудника соли и петролеума. 
Током мезозоика и терцијера било је вулканске активности, те су створене еруптивне стене које су пробијале терене у Банатским горама. У вези са овим стенама су металне руде и лековите воде. Ове магматске стене назване су једним заједничким именом - Банатити. 
Дакијски басен оивичен је подгорјем Карпата, чији су бројни слојеви створени у средњој и млађој епоси терцијера. На дну су морски миоцени слојеви (медитерански и сарматски), а изнад њих плиоцени, бочатни понтијски, па слатководни левантијски. 
Миоценски слојеви у Румунији садрже велику количину соли, петролеума и приличне слојеве лигнита. По широким пољима Румуније лес чини подлогу плодном земљишту које се често пореди са руским черноземом.